# Allyce Beasley
Allyce Beasley, geboren als  Allyce Tannenberg (New York, 6 juli 1954), is een Amerikaans actrice. Ze werd in zowel 1986 als 1987 genomineerd voor een Primetime Emmy Award en in 1988 voor een Golden Globe, in alle drie de gevallen voor haar bijrol als Agnes DiPesto in de tragikomische televisieserie Moonlighting. Beasley maakte in 1982 haar acteerdebuut als een niet bij naam genoemde verkoopster in een aflevering van de dramaserie King's Crossing. Haar eerste filmrol volgde in 1990, als Janice in de horrorfilm Initiation: Silent Night, Deadly Night 4.

## Filmografie
*Exclusief televisiefilms
| - Growing Up and Other Lies (2014) - Shattered! (2008) - Recess: Taking the Fifth Grade (2003, stem) - Recess: All Growed Down (2003, stem) - A Foreign Affair (2003, aka Two Brothers and a Bride) - Cathedral (2002) - Wishcraft (2002) - Recess Christmas: Miracle on Third Street (2001) - Legally Blonde (2001) - Recess: School's Out (2001, stem) - The Prince and the Surfer (1999) | - Stuart Little (1999) - I Might Even Love You (1998) - Dream with the Fishes (1997) - Entertaining Angels: The Dorothy Day Story (1996) - Rumpelstiltskin (1995) - Magic Kid II (1994) - Wilder Napalm (1993, stem) - Loaded Weapon 1 (1993) - Motorama (1991) - Initiation: Silent Night, Deadly Night 4 (1990) |

## Televisieseries
*Exclusief eenmalige gastrollen
- Champaign ILL - Gayle (2018, tien afleveringen)
- Maniac - 11 (2018, acht afleveringen)
- Bored to Death - Florence Ames (2010-2011, drie afleveringen)
- Gravity - Karen Robinson (2010, twee afleveringen)
- As the World Turns - Edna (2009, vier afleveringen)
- Recess - stem Alordayne Grotkey (1997-2000, zeventien afleveringen)
- All-New Dennis the Menace - Verschillende stemmen (1993, dertien afleveringen)
- The Tommyknockers - Becka Paulson (1993, miniserie)
- Moonlighting - Agnes DiPesto (1985-1989, 66 afleveringen)

## Privé
Beasley trouwde in 1999 met Jim Bosche, haar derde echtgenoot. Eerder was ze getrouwd met Christopher Sansocie (1970-1972) en acteur Vincent Schiavelli (1985-1988). Allebei deze huwelijken eindigden in een echtscheiding. Met Schiavelli kreeg Beasley in 1987 zoon Andrea Joseph.
- Bibliothèque nationale de France: cb141539573 (data)
- International Standard Name Identifier: 0000 0001 1947 1556
- Library of Congress Control Number: no2011067609
- Système universitaire de documentation: 130872229
- Virtual International Authority File: 17431505
- WorldCat: E39PBJB8vByQFvHv9DmM4dHpyd